# Миоцци, Фетон
Фетон Миоцци  (род. 1970, Рим) — артист балета, педагог Академии Русского Балета имени А. Я. Вагановой в Санкт-Петербурге.

## Биография
Родился в 1970 году в Риме у греческой матери и итальянского отца. В 1990 году окончил Римскую Академию Балета. На полученную стипендию Министерства иностранных дел учился в Санкт-Петербурге в Академии русского балета имени А. Я. Вагановой у педагога Юрия Ивановича Умрихина. По окончании в 1991 году вошел в состав труппы Мариинского театра.
С 2008 года работает педагогом классического танца в средних и старших классов Академии Русского балета имени А. Я. Вагановой. Часто выступал на сцене со своей женой, балериной Ириной Ивановной Бадаевой.
В разное время был приглашённый премьер во многих российских и зарубежных балетных труппы и в престижных гала-концертах и фестивалях в России, Норвегии, Белоруссии, Украине, США, Аргентине, Италии, Испании, Франции, Германии, Финляндии, ЮАР и др.

## Партии
Фетон Миоцци танцевал в партиях: Принц — «Щелкунчик», Принц Зигфрид — «Лебединое озеро», Золотой Раб — «Шехеразада», Колен — «La fille mal gardee», Ланкедем — «Корсар», Базиль — «Дон Кихот», Принц Дезире — «Спящая красавица», Граф Альберт — «Жизель», Джеймс — «Сильфида», Юноша — "Шопениана ", Франц — «Коппелия», Ромео — «Ромео и Джульетта».
Концертный репертуар артиста включает в себя номера: «Мазурка» («Mazurka»), «Symphony in C», «Ciaikovsky pas de deux», «Sylvia» Дж. Баланчина, «Блестящий дивертисмент» («Divertissement brillant»), «Фея кукол», «Роден» («Rodin»), «Свадебный кортеж» («Jewish wedding»), «Вэстрис» («Vestris») Л. Якобсона, «Призрачный бал», «Grand pas Classique на музыку Ф. Обера», «Вечные игры» Д. Брянцева, «Диана и Актеон», «Венецианский карнавал», «Бабочка», «Фестиваль цветов в Дженцано», «Арлекинада», «Маркитантка» и др.

## Награды
- Премия Positano имени Л. Мясина («Восходящая звезда балета») (1993).
- Премия журнала «Danza Si»(«За актёрские и физические данные») (1997).
- Премия «Балетный Оскар» (2005, Италия).
- Премия журнала «Danza е Danza» «Лучший итальянский танцовщик года» (1998).